# Il Gatto con gli stivali (serie animata)
Il Gatto con gli stivali (ファンタジーアドベンチャー 長靴をはいた猫の冒険?, Fantajī Adobenchā: Nagagutsu o haita neko no bōken, lett. "Avventura di fantasia - Le avventure del Gatto con gli stivali") è una serie a cartoni animati giapponese diretta da Susumu Ishizaki, prodotta nel 1992 da Enoki Film e Life Work in collaborazione con Reteitalia.
La trama principale riprende le fiabe classiche di Charles Perrault Il gatto con gli stivali e La bella addormentata nel bosco.
La serie è andata in onda in Giappone dal network TV Tokyo nel 1992, mentre in Italia è stato trasmesso una sola volta da Italia 1 il 29 giugno 1993, per un totale di 26 episodi.

## Trama
Hans è il povero figlio di un contadino, che alla morte del padre riceve in eredità un gatto. Il gatto, grazie a degli stivali magici acquisisce la facoltà di parlare e si fa chiamare Cousteau. Grazie alla sua furbizia Cousteau riesce a far sposare Hans con la Principessa Sarah. Al matrimonio dei due giovani presenziano anche le fate del regno, tranne la cattiva fata Zakir, che rimane esclusa per un errore dell'elfo Pierre che avrebbe dovuto recapitare l'invito. Zakir per vendicarsi scaglia una maledizione su Sarah, condannandola a dormire per 100 anni, mentre Pierre viene trasformato in un topo. Inizia così l'avventura di Hans, Cousteu e Pierre per rintracciare e sconfiggere Zakir e salvare Sarah. Nel corso del loro viaggio i tre protagonisti incontreranno i protagonisti di celebri fiabe e racconti, rivivendo le loro storie. 

## Sigle
Sigla iniziale giapponese
8 biito no echiyudo (8ビートのエチュード lett. "lo studio degli 8 battiti") cantata da Mika Chiba, testo di MASAGORO (まさごろ), compositore REMOTE, arrangiamento di Kunihiko Ryo (梁邦彦).
Sigla di chiusura giapponese
Heart to Heart cantata da Mika Chiba, testo di MASAGORO (まさごろ), compositore e arrangiamento di Kunihiko Ryo (梁邦彦).
Sigla iniziale e finale italiana
Il Gatto con gli stivali, musica di Carmelo Carucci, testo di Alessandra Valeri Manera, è cantata da Cristina D'Avena.

## Doppiaggio
| Personaggi | Doppiatore originale | Doppiatore italiano          |
| ---------- | -------------------- | ---------------------------- |
| Pierre     | Chika Sakamoto       | Clara Zovianoff              |
| Pero       |                      | Laura Merli                  |
| Eskimo     |                      | Roberto Colombo (doppiatore) |